# Ciudad del Carmen
Ciudad del Carmen est une ville du Mexique dans l'État de Campeche, dans la péninsule du Yucatán. Elle comptait 191 238 habitants en 2021.

## Géographie
Ciudad del Carmen est située sur la partie occidentale de l'île Carmen, île barrière fermant la lagune de Términos. La superficie de l'île est de 115 km2 pour 40 km de longueur et 6 à 8 km dans les parties les plus larges. L'île est principalement de 2 à 3 mètres au-dessus du niveau de la mer. Elle est raccordée au continent par le pont routier de Zacatal (es) qui fait 3 861 m de long.